# Kyle Rideout
Kyle Rideout (Vancouver, Brit Columbia, Kanada, 1984. november 9. –) kanadai színész, rendező és forgatókönyvíró. 
Legtöbben az Eadweard című film miatt ismerik, amit Josh Epsteinnel közösen írt és amiért megkapta a Canadian Screen Awards-ot a legjobb adaptált forgatókönyv kategóriában.

## Élete és pályafutása
1984. november 9-én született a kanadai Vancouverben. Tanulmányait a Canadian Film Centre-ben végezte el, 2004-ben pedig elvégezte a Studio 58 színházi programját a Langara Főiskolán. 2005-ben a Sam Payne-díjban részesült a legjobb újonc kategóriában, ugyanabban az évben megkapta a Jessie Richardson Theatre Award-ot is.
2010-ben szerepet játszott a Studies in Motion: The Hauntings of Eadweard Muybridge című darabban, ez inspirálta később az Eadweard című filmjének elkészültét is.
Rideout emellett vendégszereplő volt A halottkém és az Odaát sorozatokban, de visszatérő szinkronhang volt többek közt az Én kicsi pónim: Varázslatos barátságban és a Littlest Pet Shopban.

## Filmográfia

### Film
| Év   | Cím                                         | Szerep                            | Megjegyzés |
| ---- | ------------------------------------------- | --------------------------------- | ---------- |
| 2006 | Az idő fölött járó lány                     | További hangok                    |            |
| 2007 | Sword of the Stranger                       | Feng-Wu (angol hang)              |            |
| 2010 | Hop the Twig                                | Woodsman                          |            |
| 2013 | Barbie és a rózsaszín balettcipő            | Hilarion / Ballet Scout #2 (hang) |            |
| 2013 | Lawrence & Holloman                         | Gravy Lovin munkatársa            |            |
| 2015 | Eadweard                                    | Leapfrogger Jack                  |            |
| 2015 | Elves: Unite the Magic                      | Farran / Johnny Baker (hang)      |            |
| 2015 | The Unauthorized Beverly Hills, 90210 Story | Vágó                              |            |
| 2016 | Deadpool                                    | Szuperkatona #1                   |            |
| 2016 | Boy in the Attic                            | Ed Brinson                        |            |
| 2016 | Warcraft: A kezdetek                        | Tiszt                             |            |
| 2017 | Csak egy átlagos suli                       | John bácsi                        |            |

### Televízió
| Év        | Cím                                   | Szerep                         | Megjegyzés                                            |
| --------- | ------------------------------------- | ------------------------------ | ----------------------------------------------------- |
| 1998–2005 | A halottkém                           | Mike                           | 6. évad 10. rész                                      |
| 2007–2008 | The Story of Saiunkoku                | Kokajun Sa                     |                                                       |
| 2009-2010 | Szezám utca                           | Gonnigan / Blogg               | Hang (csak az "Abby’s Flying Fairy School" részekben) |
| 2012–2016 | Littlest Pet Shop                     | Vinnie Terrio, további hangok  | Hang                                                  |
| 2013–2014 | Packages from Planet X                | Terrance Buckshot              |                                                       |
| 2014      | Odaát                                 | Fogoly a szekrényben           |                                                       |
| 2013–2015 | Pac-Man és a szellemkaland            | Danny Vainglory                | 2. évad 6. rész                                       |
| 2015      | Lego Elves                            | Farran Leafshade, Johnny Baker |                                                       |
| 2015–     | Dínószakik                            | Crunk                          | 3. évad 11. rész                                      |
| 2015–     | iZombie                               | Alpha Dale                     | 3. évad 8. rész                                       |
| 2016–     | Ready Jet Go!                         | Carrot                         | [ 7 ]                                                 |
| 2016      | A holnap legendái                     | Stein apja                     | 1. évad 12. rész                                      |
| 2016–     | Beat Bugs                             | Hangyák                        |                                                       |
| 2016–     | Én kicsi pónim: Varázslatos barátság  | Thorax                         | Hang                                                  |
| 2017      | The Arrangement                       | Connor                         |                                                       |
| 2018      | Littlest Pet Shop: A World of Our Own | Quincy                         | Hang                                                  |
| 2020      | El Chavo del Ocho                     | Godinez                        | Hang (angol változat)                                 |

## Fordítás
- Ez a szócikk részben vagy egészben  a   Kyle Rideout című angol Wikipédia-szócikk fordításán alapul.  Az eredeti cikk szerkesztőit annak laptörténete sorolja fel. Ez a jelzés csupán a megfogalmazás eredetét és a szerzői jogokat jelzi, nem szolgál a cikkben szereplő információk forrásmegjelöléseként.